# Leichtathletik-Europameisterschaften 1950/Teilnehmer (Portugal)
Portugal nahm bei den 4. Leichtathletik-Europameisterschaften in Brüssel nach einmaligem Aussetzen zum zweiten Mal an der Veranstaltung teil. Zu den Wettbewerben entsandte das Land drei Athleten.
| Wettbewerb | Männer                                           |
| ---------- | ------------------------------------------------ |
| 100 m      | Tomás Paquete (ausgeschieden im Vorlauf)         |
| 200 m      | Tomás Paquete (ausgeschieden im Vorlauf)         |
| Weitsprung | Alvaro Dias (4. Platz)                           |
| Weitsprung | Luis Alcide (ausgeschieden in der Qualifikation) |
| Dreisprung | Luis Alcide (9. Platz)                           |